# Zaritxne (Simferòpol)
|  | Per a altres significats, vegeu «Zarétxnoie». |

Zaritxne (en (ucraïnès): Зарічне) és un poble de la República Autònoma de Crimea a Ucraïna, que el 2014 tenia 2.022 habitants. Pertany al districte de Simferòpol.